# 연우 (배우)
연우(본명: 이다빈, 1996년 8월 1일~)는 대한민국의 배우다. 2016년부터 2019년까지 걸 그룹 모모랜드의 멤버로서 가수로 활동했다.

## 학력
- 소이초등학교 (전학)
- 서울문성초등학교 (졸업)
- 문성중학교 (졸업)
- 서울공연예술고등학교 연기예술과 (졸업)

## 약력
2017년 4월 4일 방송된 tvN 드라마 《그녀는 거짓말을 너무 사랑해》에 혜빈, 나윤과 함께 소속사 SOLE 뮤직 N 의 연습생 역으로 특별출연했다.
2017년 5월 16일부터 8월 29일까지 블락비 구성원 피오, EXID 구성원 정화와 함께 SBS MTV 《더 쇼 시즌 5》의 MC를 맡았다.
2017년 8월 18일부터 9월 20일까지 혜빈, 데이지와 함께 KBS 월드 《더 뷰티》의 MC를 맡았다.
2018년 프랑스 소설 《위험한 관계》를 원작으로 한 MBC 드라마 《위대한 유혹자》에서 극 중 권시현(우도환)의 사촌누나 권여민 역으로 특별출연했다.

## 출연작

### 방송
| 방송사    | 제목                                         | 기간                                | 역할      | 참고                                |
| --------- | -------------------------------------------- | ----------------------------------- | --------- | ----------------------------------- |
| SBS MTV   | 더 쇼 시즌 5                                 | 2017년 5월 16일 ~ 2017년 8월 29일   | 고정 MC   |                                     |
| KBS 월드  | 더 뷰티                                      | 2017년 8월 18일 ~ 2017년 9월 20일   | 고정 MC   |                                     |
| SBS       | 게임쇼 유희낙락                              | 2017년 12월 16일 ~ 2018년 1월 6일   | 게스트    |                                     |
| 온 스타일 | 송지효의 뷰티풀 라이프                       | 2018년 4월 10일 ~ 2018년 6월 28일   | 고정 MC   |                                     |
| SBS       | 정글의 법칙 in 라스트 인도양                 | 2018년 11월 16일 ~ 2018년 12월 14일 |           |                                     |
| MBC       | MBC 스페셜 816회 : 풍도, 720일간의 야생 기록 | 2019년 9월 2일                      | 내레이션  | 아버지인 이경배 PD가 연출을 맡았다. |
| JTBC      | 아이돌 피싱캠프                              | 2020년 6월 18일 ~ 2020년 7월 2일    |           |                                     |
| KBS2      | 홍김동전                                     | 2022년 7월 28일                     |           |                                     |
| MBC       | 심야괴담회                                   | 2022년 10월 27일                    | 게스트    |                                     |
| KBS2      | 신상출시 편스토랑                            | 2023년 1월 27일                     | 스페셜 MC |                                     |

### 드라마
| 연도 | 방송사    | 제목                       | 역할            | 참고     |
| ---- | --------- | -------------------------- | --------------- | -------- |
| 2018 | MBC       | 위대한 유혹자              | 권여민          | 특별출연 |
| 2018 | 네이버 TV | 어톡행 시즌 2              | 연우            | 웹드라마 |
| 2019 | tvN       | 쌉니다 천리마마트          | 권지나          | 12부작   |
| 2020 | 채널A     | 터치                       | 정영아          | 16부작   |
| 2020 | SBS       | 앨리스                     | 윤태연          | 16부작   |
| 2020 | KBS2      | 바람피면 죽는다            | 고미래          | 16부작   |
| 2020 | JTBC      | 라이브온                   | 강재이          | 8부작    |
| 2021 | KBS2      | 달리와 감자탕              | 안착희          | 16부작   |
| 2022 | MBC       | 금수저                     | 오여진 / 정나라 | 16부작   |
| 2023 | MBC       | 넘버스 : 빌딩숲의 감시자들 | 진연아          | 12부작   |
| 2024 | MBC       | 우리, 집                   | 이세나          | 12부작   |
| 2024 | KBS2      | 개소리                     | 홍초원          | 12부작   |
| 2024 | JTBC      | 옥씨부인전                 | 차미령          | 6회 ~    |

## 수상 및 후보
| 연도 | 시상식       | 부문                           | 작품                       | 결과 |
| ---- | ------------ | ------------------------------ | -------------------------- | ---- |
| 2022 | MBC 연기대상 | 여자 신인연기상                | 금수저                     | 수상 |
| 2023 | MBC 연기대상 | 미니시리즈부문 여자 우수연기상 | 넘버스 : 빌딩숲의 감시자들 | 후보 |
| 2024 | MBC 연기대상 | 미니시리즈부문 여자 우수연기상 | 우리, 집                   | 후보 |
| 2024 | KBS 연기대상 | 미니시리즈부문 여자 우수연기상 | 개소리                     | 수상 |
| 2024 | KBS 연기대상 | 여자 인기상                    | 개소리                     | 후보 |
| 2024 | KBS 연기대상 | 베스트 커플상 (with 이순재)    | 개소리                     | 수상 |